# Mimmi (TV-serie)
Mimmi är en TV-serie i sex delar regisserad av Catti Edfeldt. Den är baserad på böckerna om Mimmi, som Viveca Lärn skrev, och sändes ursprungligen i SVT under perioden 21 oktober–27 november 1988.

## Handling
Mimmi bor i en lägenhet med sina föräldrar. Serien följer familjen när Mimmi ska börja i förskolan och får nya vänner.

## Rollista
- Maria von Euler – Mimmi
- Calle Torén – Anders
- Cecilia Nilsson – Elin
- Magnus Nilsson – Oskar
- Ing-Marie Carlsson – Gertrud
- Anna Carlsten – Ingela
- Gösta Engström – Rudolfo
- Tore Berger – Roberto
- Elisabeth Skoglund – Anna
- Tore Hellström – Albin
- Reinhold Fricke – hovmästaren
- Mira Bergström – Emma Pettersson
- Olof Sjögren – Enok
- Marianne von Euler – Enoks syster
- Maj Lindgren – Svea
- Anders Adler – Anders brorsa
- Linda Frejme – tjejen
- Lilian Sannes – Lindas mamma
- Per Eggers – Henry
- Viveca Sundvall – Guiden
- Ulf Dageby – Svenne
- Petra Carlsten – Rosamunda
- Harald Hamrell – konduktören
- Maj Methander – tanten
- Peter Holthausen – flyttgubbe
- Claes Nilsson – flyttgubbe

## Produktion
Serien spelades huvudsakligen in i Kungälv norr om Göteborg, där också böckernas händelser tilldrar sig.

## Avsnitt
1. Ett steg fram och två tillbaka
2. Hipp, hipp, hurra
3. God Jul lilla gris
4. Henrys bröd! Magens död!
5. Apor! Tigrar! och pingviner!
6. Monstret i skåpet